# 相模原市立もえぎ台小学校
相模原市立もえぎ台小学校（さがみはらしりつもえぎだいしょうがっこう）は、神奈川県相模原市南区新磯野二丁目にある公立の小学校。

## 教育目標
- 一人ひとりが輝く　もえぎっ子
  - 共生 - 仲良くできる子
  - 個性 - 自分らしさを表現できる子
  - 自立 - 自分で判断し、行動できる子

## 沿革
- 2001年（平成13年）
  - 4月1日 - 市内54校目の小学校として開校（昔の北相武台小学校と磯野台小学校を統合した形で開校）。
  - 4月5日 - 開校式と第1回着任式、始業式、入学式挙行。開校時点の児童数480名、学級数14学級、教職員数27名。
  - 6月1日 - 開校記念日。
  - 7月2日 - 開校記念航空写真撮影。
  - 9月25日 - 開校記念植樹（ヤマボウシ）。
  - 9月29日 - 第1回運動会開催。
- 2002年（平成14年）
  - 1月25日 - 防犯ビデオ設置。
  - 2月26日 - 校歌「とべとべ夢もえぎ」制定披露式挙行。
  - 3月15日 - 木製浮き彫り校歌完成設置。
  - 3月2x日 - 第1回卒業証書授与式挙行。
  - 3月25日 - 第1回修了式挙行。
  - 7月23日 - 中央廊下掲示板（大）設置。
- 2003年（平成15年）
  - 1月7日 - 中央廊下掲示板（中）設置。
  - 1月22日 - 生活科・総合的な学習発表会。
  - 2月21日 - 体育館放送機器更新。
  - 3月5日 - シンボルツリー植樹（カイの木）。
  - 5月31日 - 校舎案内板設置。
  - 7月28日 - 第1回水泳大会開催（学校とPTA共催）。
  - 8月28日 - 屋内運動場壁面・床修理塗装。
  - 8月31日 - もえぎの森に「もえぎ池」完成。
- 2004年（平成16年）
  - 6月18日 - 非常階段修理、塗装完了。
  - 10月31日 - 体育館支柱受け工事完了。
  - 12月7日 - 掛け時計設置（玄関・国際ソロプチミストより寄贈）。
- 2005年（平成17年）
  - 1月27日 - 生活科・総合的な学習交流会開催。
  - 3月2日 - 防災無線設置（校庭）。
  - 4月5日 - 相模原市教育委員会研究委託校「特色ある学校教育研究」。
  - 9月8日 - 職員室コンピュータ5台設置し、LAN工事。
- 2006年（平成18年）7月7日 - 職員室コンピュータ設置（5台）。
- 2007年（平成19年）
  - 3月15日 - 校庭東側防球ネット延長工事。
  - 5月25日 - プール床塗装工事。
  - 11月16日 - アスレチック一部改修。
- 2010年（平成22年）
  - 9月26日 - 創立10周年記念運動会開催。
  - 11月20日 - 創立10周年記念式典挙行。
- 2014年（平成26年）
  - 2月 - この月から3月まで、校庭北側防球ネット設置工事。
  - 7月 - この月から12月まで、体育館改修工事。
- 2021年（令和3年）6月1日 - 創立20周年記念演劇鑑賞会開催（新型コロナウィルス感染対策により実施が1年延期）。
- 2026年（令和8年）4月 - 相武台小と緑台小に再編する[1]。

## 児童数と学級数
- 本校の児童数は全学年合計で162人。学級数は全学年合計で9学級となっている（2024年（令和6年）5月1日現在）[2]。

## 通学区域
- 相模原市南区[3]
  - 新磯野2丁目3番~51番
  - 新磯野4丁目1番~8番9号
  - 新磯野5丁目
  - 相模台5丁目8番・9番
  - 相武台団地1丁目1番・6番・7番
  - 相武台団地2丁目1番・7番・8番

## 進学中学校
- 相模原市南区[4]
  - 相模原市立相武台中学校-新磯野2丁目3番〜51番、新磯野4丁目1番〜8番9号、新磯野5丁目、相武台団地2丁目7番・8番に在住の児童が進学
  - 相模原市立若草中学校-相模台5丁目8番・9番、相武台団地1丁目1番・6番・7番、相武台団地2丁目1番に在住の児童が進学

## 交通アクセス
- 小田急小田原線相武台前駅より神奈川中央交通バス利用で、相武台グリーンパーク行きに乗車し終点下車徒歩7分。
- 小田急小田原線相武台前駅より北里大学経由相模原駅南口行き、
または総合体育館前経由北里大学病院行きに乗車し団地北停留所下車徒歩5分。